# Томас Охеда
Томас Охеда Альварес (ісп. Tomás Ojeda Alvarez, 20 квітня 1910 — 20 лютого 1983) — чилійський футболіст, що грав на позиції нападника, зокрема, за клуби «Бока Хуніорс Антофагаста» та «Аудакс Італьяно», а також національну збірну Чилі.

## Клубна кар'єра
У дорослому футболі дебютував за команду «Бока Хуніорс Антофагаста». 
1936 року перейшов до клубу «Аудакс Італьяно».  Завершив професійну кар'єру футболіста у тому ж році.
Помер 20 лютого 1983 року на 73-му році життя.

## Виступи за збірну
1930 року дебютував в офіційних матчах у складі національної збірної Чилі. Протягом кар'єри у національній команді, яка тривала 8 років, провів у її формі 7 матчів.
У складі збірної був учасником чемпіонату світу 1930 року в Уругваї, де зіграв у двох переможних матчах - з Мексикою (3:0) і Францією (1:0).